# Тыйглаш

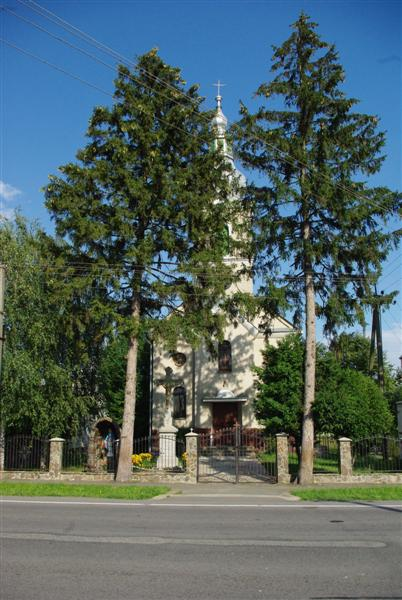
Католический храм в селе

Тыйглаш (укр. Тийглаш, словац. Tégláš, венг. Kistéglás) — село в Сюртэнской сельской общине Ужгородского района Закарпатской области Украины.
Население по переписи 2001 года составляло 551 человек. Почтовый индекс — 89432. Занимает площадь 1,6 км².

## История
В 1946 году указом ПВС УССР село Теглаш переименовано в Цегловку.
В 1995 году селу возвращено историческое название
До июля 1945 года село не было частью чехословацкой Подкарпатской Руси, а принадлежало словацкому округу Кралёвски Хлмец.
Население преимущественно венгерского происхождения.